# 海南美登木
海南美登木（学名：Maytenus hainanensis）为卫矛科美登木属的植物，为中国的特有植物。分布于海南岛等地，生长于海拔570米的地区，一般生长在疏林中，目前尚未由人工引种栽培。
其种加词“hainanensis”意为“海南的”。
现接受名为海南裸实（Gymnosporia hainanensis Merr. & Chun, 1935）。

## 别名
海南裸实（中国树木分类学）

## 异名
- Gymnosporia hainanensis Merr. et Chun